# Aedes sedaensis
Aedes sedaensis är en tvåvingeart som beskrevs av Si Peng Lei 1989. Aedes sedaensis ingår i släktet Aedes och familjen stickmyggor. Inga underarter finns listade i Catalogue of Life.